# Katalán pásztorkutya
A katalán pásztorkutya vagy más néven Perro de Pastor Catalan, a katalán pireneusi kutya egyik fajtája. Nevéből adódóan juhok terelésére alkalmazzák. A kutya Katalónia mellett igen elterjedt faj Finnországban, Németországban és Svédországban is.

## Története
Spanyol (katalán) fajta; főleg a Pireneusokban tenyésztik rövid és hosszú szőrű változatban. Feltűnően szép megjelenésű, gyönyörű szőrzetű, szívós, rendkívül értelmes, élénk, jó temperamentumú pásztorkutya. Hazájában rendkívül megbecsülik, szeretik; pásztorkutyaként, nyájak mellett ma is sok kutya dolgozik.

## Fajtaleírás
A katalán pásztorkutya marmagassága 45-55 cm, súlya 20-27 kg, persze a kan kutyák súlya több mint a szukáké. Bundája hosszú és lapos, de kissé hullámos is lehet; színe barquillo (vörösesbarna), szürke, fekete vagy ezen színek keveréke. Hátsó lábán kettős farkaskarom található. A fehér szín nem elfogadott. A fajtának van egy rövidszőrű változata is, de napjainkban már igen kevés van belőlük. A fajtát eredetileg terelésre használták, de mára már népszerű házőrzőként, és kitűnő társ is. Vidám jelleme és mozgékonysága teszi alkalmassá a kutyás sportokra, főleg a gyorsasági versenyekre. Mivel eredetileg is a nyáj őrzése volt az egyik feladata, kitűnően alkalmas házőrzésre. Őrző mivolta ellenére viszont igen csendes, nyugodt és kiegyensúlyozott, ezért otthoni társnak is megfelel. A fajta hajlamos a combnyak-deformációra. Átlagos élettartamuk 12-14 év.

## Jelleme
Kissé konok természetű, a kanok más kanokkal ellenségesek lehetnek. Jól őrzi a házat, területet, a rábízott tárgyakat. Neveléséhez következetesség és empátia szükséges.
Idegenekkel igen tartózkodó, még félénknek is tűnhet. Szereti a gyerekeket, más háziállatokkal, pl. macskákkal jól kijön, ha fiatalkorában megfelelően szocializálták. 
A szeretetet hatalmas odaadással, bájos de sohasem erőszakos hízelgéssel hálálja meg.

## Külső hivatkozások
- Katalán pásztokutya fajtaismertető a Kutya-Tár-ban
- Katalán pásztor és Délorosz juhászkutya